# 阿伯加文尼
阿伯加文尼（英語：Abergavenny）是英國威爾斯的一座城鎮，位於威爾斯東南部，其歷史可以追溯自羅馬帝國時期。因其地理位置，阿伯加文尼有「通往威爾斯的玄關」之稱。